# Deák Tamás (zeneszerző)
Deák Tamás (Székesfehérvár, 1928. április 27. – 2024. február 12.) magyar zeneszerző, karmester, trombitás és zenetanár.

## Életpályája
Mintegy ötven táncdal, harminc szimfonikus könnyűzenei darab, húsz jazz-kompozíció, rajzfilmzenék, balettzenék szerzője. Többek között a Mézga család és a Kérem a következőt! című animációs sorozatok és a Macskafogó animációs film zenéjét szerezte, ő játszotta Lusta Dick szólóját, valamint a No, megállj csak! szovjet animációs sorozat főcíméhez is az ő zenéjét használták fel (Vízisí), de nevéhez fűződik például az „Egyedül a tóparton” (ami a „Reszket a hold a tó vizén…” sorral indul, 1958) táncdal is.
1969 óta Bartók Béla Zeneművészeti Szakközépiskola dzsessz tanszakának tanára, a Deák Big Band vezetője.

## Filmzenéi
- Színészek a porondon (1963)
- Gusztáv (1965-1979)
- Öt perc gyilkosság (1966)
- Veszedelmes labdacsok (1967)
- Ellopták a vitaminomat (1967)
- Uhuka, a kis bagoly (1969)
- No, megállj csak! (1969-2017)
- Modern edzésmódszerek (1970)
- A yeti dala (1970)
- A Mézga család különös kalandjai (1970-1973)
- Mézga Aladár különös kalandjai (1972)
- Zenés TV Színház (1974, 1990)
- Ki vágta fejbe Hudák elvtársat? (1974)
- Karácsonyi meglepetés (1975)
- Kérem a következőt! (1975-1986)
- Animália – Állatságok (1977)
- Vakáción a Mézga család (1980)
- Az elítélt (1982)
- Hófehér (1984)
- Macskafogó (1986)
- Gréti…! (egy kutya feljegyzései) (1987)
- Trombi és a Tűzmanó (1987-1990)
- Volt egyszer egy fesztivál… (1991)
- Sose halunk meg (1993)
- Csinibaba (1997)

## Díjai
2007 – Könnyűzenei alkotói életműdíj